# Hypo Group Arena
Hypo Group Arena u Klagenfurtu (Celovec) službeno je otvoren 7. kolovoza 1960. godine. Na njemu domaće utakmice igra SK Austria Kärnten. Prije se zvao Wörtherseestadion / Wörthersee Stadion, pošto je Hypo Group Alpe Adria osigurala 30. lipnja 2007. na deset godina ime Hypo Group Arena.  Kapacitet mu iznosi 32 000 gledatelja. 
Hypo Group Arena se nalazi u Klagenfurtskom kvartu Waidmannsdorf.

## Službena stranica
- Službena stranica Hypo Group Arene